# Gabrielle Krauss
Marie-Gabrielle Krauss (Vienna, 24 marzo 1842 – Parigi, 6 gennaio 1906) è stata un soprano austriaco naturalizzato francese.
Creò ruoli importanti in opere di Anton Rubinštejn, Charles Gounod, Camille Saint-Saëns, Auguste Mermet, Clémence de Grandval, Errico Petrella, Antônio Carlos Gomes ed Émile Paladilhe. Creò anche ruoli in anteprime locali di opere di Verdi e Wagner. Krauss fu un soprano principale all'Opéra di Parigi per 13 anni e cantò con grande successo anche in Italia e Russia.

## Biografia
Krauss nacque a Vienna, in Austria, nel 1842 e studiò al Conservatorio di Vienna e privatamente con Mathilde Marchesi (con cui condivideva il compleanno).
La sua prima apparizione importante fu nella cantata Das Paradies und die Peri di Schumann a Vienna il 1º marzo 1858, quandìera ancora quindicenne. Nel luglio 1859 fece il suo esordio operistico nel ruolo di Matilde nel Guglielmo Tell di Rossini. Il 23 febbraio 1861 creò il ruolo di Maria nell'opera I bambini della steppa di Rubinštejn al Teatro Kärntnertor. Cantò a Vienna fino al 1867, dove interpretò altri ruoli tra cui Anna in La dame blanche di Boieldieu e Valentine ne Gli ugonotti di Meyerbeer.
Il suo esordio francese avvenne a Parigi il 6 aprile 1867 presso il Théâtre de la comédie italienne, come Leonora ne Il trovatore di Verdi. In seguito apparve nel ruolo principale in Lucrezia Borgia di Donizetti, come Ginevra in Guido et Ginevra di Halévy e in altri ruoli come Donna Anna, Fidelio, Norma, Lucia, Semiramide e Gilda. Creò un ruolo nell'opera Piccolino di Clémence de Grandval il 25 novembre 1869.
Fu in Italia per la prima volta a Napoli nel 1872, quando recitò un ruolo nel Manfredo di Errico Petrella, opera basata sul poema Manfred di Byron. La produzione fu un grande successo e il compositore vinse una corona d'argento. Creò anche un personaggio in Bianca Orsini di Petrella (4 aprile 1874) e cantò nell'Aida di Verdi. Il 16 febbraio 1873, creò il ruolo del protagonista in Fosca di Antônio Carlos Gomes alla sua prima alla Scala di Milano, interpretato anche da Victor Maurel. Creò Elsa nella prima produzione a Milano nel Lohengrin di Wagner (30 marzo 1873), in cui Maurel cantò.
Tornò a Parigi nel 1873 e cantò anche a San Pietroburgo e Mosca nel 1874. Il suo "Grand Farewell Concert" presso il Teatro Bol'šoj comprendeva brani tratti dallo Stabat Mater di Rossini, un'aria da Le nozze di Figaro di Mozart e dal recitativo e aria di Leonore del primo atto del Fidelio di Beethoven.
Krauss cantò per la prima volta all'Opéra di Parigi il 5 gennaio 1875, la notte di apertura del Palais Garnier, come Rachel nei primi due atti de La Juive di Halévy, quindi di nuovo l'8 gennaio nell'opera completa. Il 5 aprile 1876 recitò il ruolo della protagonista nella première mondiale presentata al Palais Garnier di Giovanna d'Arco di Auguste Mermet. L'opera non ebbe successo, chiudendo dopo solo 15 rappresentazioni, ma Čajkovskij usò il libretto di Mermet come una delle fonti per la sua opera La Pulzella d'Orléans.
Krauss recitò anche Pauline nel Polyeucte di Gounod (7 ottobre 1878); Hermosa nel suo Le tribut de Zamora (1 aprile 1881; la sua aria patriottica "Debout! Enfants de l'Ibérie!" doveva essere bisbigliata); il ruolo del titolo nella versione rivista di Sapho (2 aprile 1884, sotto la direzione del compositore; nel cast c'erano anche Léon Melchissédec e Pol Plançon); e Catherine d'Aragon in Henry VIII di Saint-Saëns (5 marzo 1883). Cantò nelle prime al Palais Garnier di Aida (ruolo del titolo; 22 marzo 1880), Rigoletto (Gilda; 2 marzo 1885) e Patrie!  di Émile Paladilhe (Dolores, 20 dicembre 1886). A parte un breve periodo nel 1885-86, Krauss rimase nella compagnia fino al 1888, cantando ruoli da protagonista in oltre 40 opere.
Čajkovskij la vide a Parigi ne Il franco cacciatore Weber nel 1879 e scrisse una brillante recensione della sua interpretazione di Agata, criticando altri aspetti della produzione.
Krauss divenne famosa tanto per la sua capacità di recitazione quanto per il suo canto ed era popolarmente conosciuta come "La Rachel Chantante". Nel 1876 Jean-Baptiste Faure le dedicò la sua valse-légende "Stella".
Dopo essersi ritirata dal palcoscenico operistico, continuò a recitare e divenne insegnante. Krauss morì a Parigi nel 1906, all'età di 63 anni.
Sua nipote Clementine Krauss, ballerina del Balletto dell'Opera di Vienna e successivamente attrice e cantante d'operetta, fu la madre del direttore d'orchestra Clemens Krauss.

## Opere

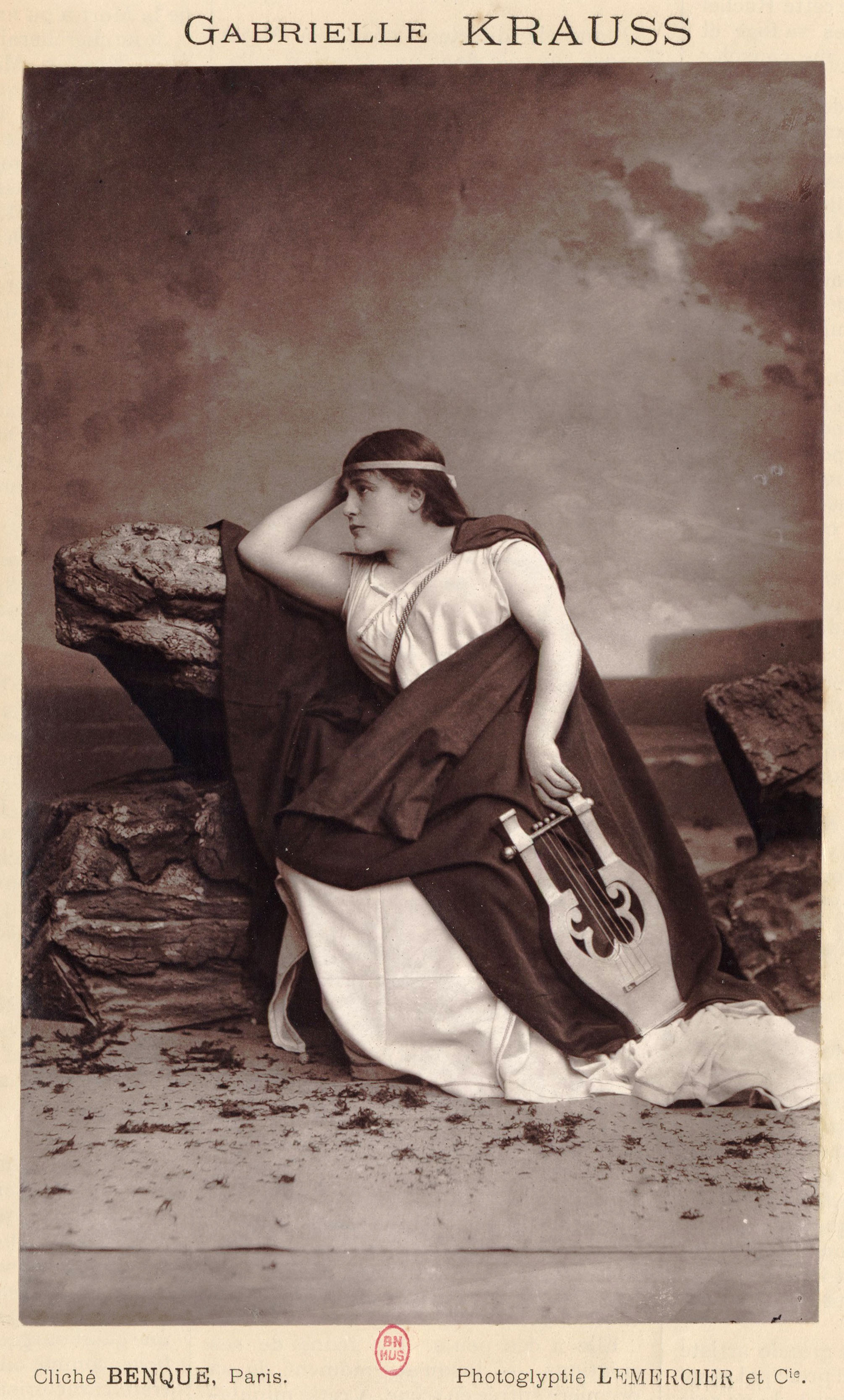
Gabrielle Krauss nel ruolo della protagonista in Sapho di Gounod (versione rivista) a Parigi, 1870 circa

I ruoli operistici nei quali Krauss recitò furono:
- Anton Rubinstein : Maria ne I bambini della steppa, Teatro Kärntnertor, Vienna, 23 febbraio 1861
- Clémence de Grandval : ruolo senza nome in Piccolino, Parigi, 25 novembre 1869
- Errico Petrella : ruolo senza nome in Manfredo, Napoli, 1872
- Antônio Carlos Gomes : ruolo da protagonista in Fosca, La Scala, Milano, 16 febbraio 1873
- Petrella: ruolo senza nome in Bianca Orsini, Napoli, 4 aprile 1874
- Auguste Mermet: ruolo eponimo in Giovanna d'Arco, Palais Garnier, Opéra de Paris, 5 aprile 1876
- Charles Gounod : Pauline in Polyeucte, Palais Garnier, 7 ottobre 1878
- Gounod: Hermosa in Le tribut de Zamora, Palais Garnier, 1 aprile 1881
- Camille Saint-Saëns : Caterina d'Aragona in Enrico VIII, Palais Garnier, 5 marzo 1883
- Gounod: ruolo del titolo in Sapho (versione rivista), Palais Garnier, 2 aprile 1884.